# کارن خاچاطریان (تاریخ‌نگار)
کارن هاملتی خاچاطریان (ارمنی: Կարեն Համլետի Խաչատրյան؛  زادهٔ ۲۵ مهٔ ۱۹۶۹)، تاریخ‌نگار اهل ارمنستان است.

## زندگی‌نامه
وی در ۲۵ مهٔ ۱۹۶۹ ‏در ایروان به دنیا آمد و از دانشگاه دولتی ایروان و دانشگاه دولتی بلاروس فارغ‌التحصیل گشت. وی در انستیتو تاریخ فعالیت می‌نماید. 

## یادداشت
1. ↑  պատմական գիտությունների դոկտոր
2. ↑  Institute of History of National Academy of Sciences of Armenia